# لو بنک
لو بنک (انگلیسی: Lou Banach؛ زادهٔ ۶ فوریه ۱۹۶۰) کشتی‌گیر اهل ایالات متحده آمریکا بود.
وی در مسابقات کشوری و بین‌المللی در مجموع برندهٔ ۱ مدال طلا شده‌است.